# Піменов Артур Олександрович
Піменов (Пімєнов) Артур Олександрович (нар. 19 березня 1971) — колишній заступник Голови Державної прикордонної служби України. Генерал-лейтенант.

## Життєпис
Народився 19 березня 1971 року в Ізмаїлі Одеської області.
Закінчив Вище прикордонне командне училище (1992 рік) та Національну академію СБУ (1995);
З 1992 по 2015 рік проходив службу в оперативно-розшукових підрозділах органів охорони державного кордону Державної прикордонної служби України;
Від січня 2015 по квітень 2015 рр. — заступник начальника регіонального управління з оперативно-розшукової роботи Північного регіонального управління Прикордонної служби України;
З квітня 2015 по липень 2015 року — заступник начальника регіонального управління з оперативно-розшукової роботи Західного регіонального управління ДПС.
У 2015 році — начальник відділу Департаменту оперативної діяльності Адміністрації Державної прикордонної служби України;
В 2015—2016 роках — заступник начальника Науково-дослідного інституту Державної прикордонної служби України;
З серпня 2016 по серпень 2017 року — перший секретар (прикордонні питання) Посольства України в Молдові;
У 2017—2018 роках — директор Департаменту оперативної діяльності Адміністрації Державної прикордонної служби України.
В лютому 2018 року займався видворенням Михаїла Саакашвілі з території України. Прикордонники 4 дні спостерігали за Міхеїлом, а 12 лютого 2018-го затримали його в ресторані «Сулугуні» в центрі Києва. Було застосувано фізичну силу, на голову Саакашвілі було одягнено мішок і доставлено до летовища «Жуляни». Далі вертольотом ДПС переміщено до летовища «Бориспіль» і посаджено на літак до Польщі. Згодом, у 2020 році, Піменова почали підозрювати у незаконності видворення, Піменова в рамках розслідування відпустили під особисте зобов'язання.
З 27 грудня 2018 року до 6 серпня 2019 року — заступник Голови Державної прикордонної служби України.
Учасник бойових дій під час проведення антитерористичної операції на сході України.

## Сім'я
Одружений, має доньку.

## Нагороди, звання
- орден Богдана Хмельницького ІІІ ступеня[5]
- травень 2019 — звання генерал-лейтенант.